# Interdicție imperială

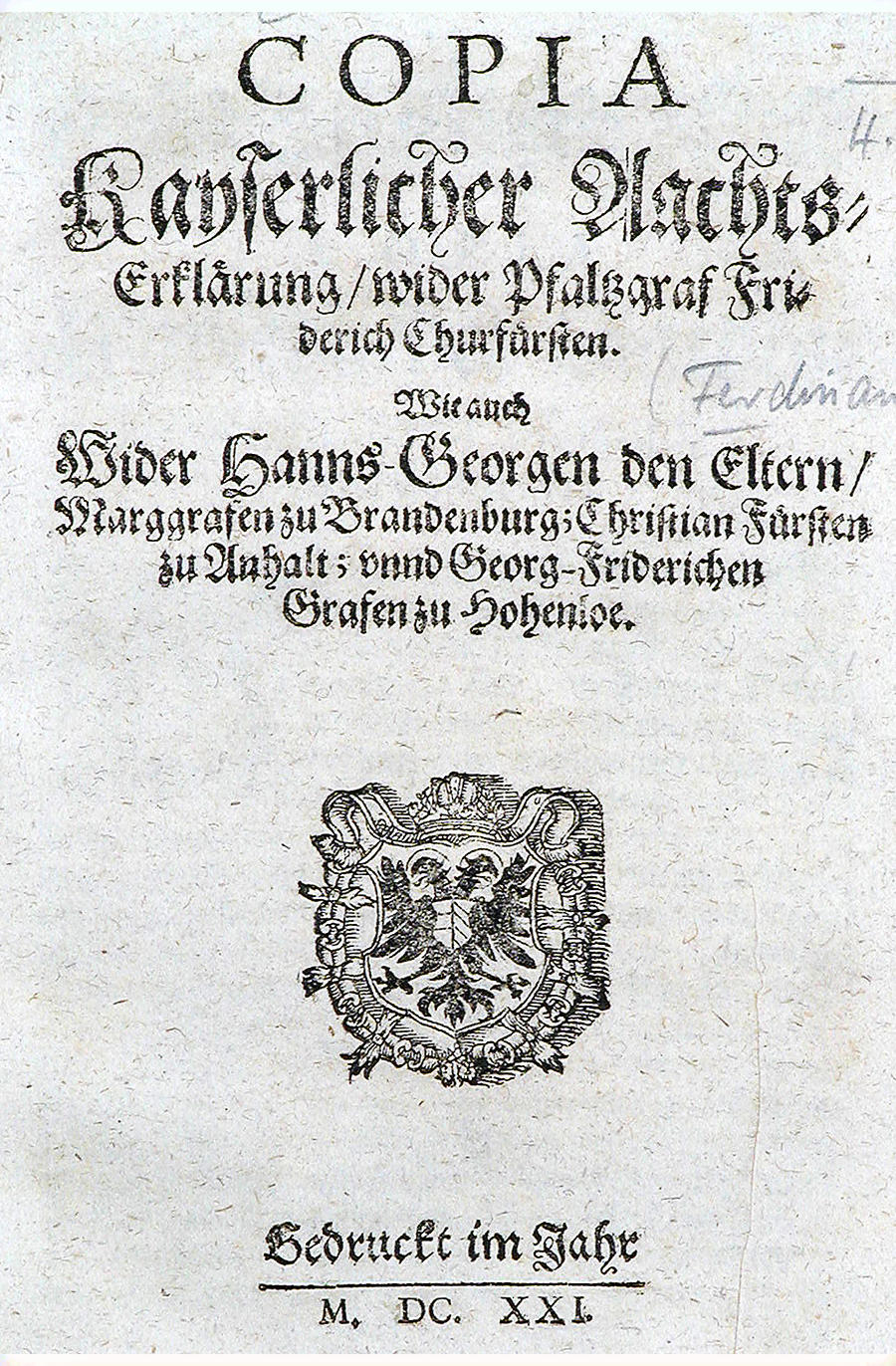
Interdicția imperială instituită în ianuarie 1621 de împăratul Ferdinand al II-lea împotriva principelui elector Frederic al V-lea al Palatinatului, care a pierdut astfel teritoriile ereditare ale familiei sale și demnitatea electorală.

Interdicția imperială (în germană Reichsact, Reichsbann, Acht sau Bann) era o decizie de ostracizare prin care curtea imperială declara proscrisă o persoană. Ca urmare persoana nu mai beneficia de apărarea legii. Interdicția imperială putea fi impusă în Evul Mediu doar de rege, respectiv de împărat. În Epoca modernă timpurie în decizia de impunere a interdicției imperiale era implicat nu numai regele, respectiv împăratul, ci și curtea imperială de judecată și, de asemenea, principii electori. Declarația de ostracizare era de cele mai multe ori emisă în cazul nesupunerii față de o acuzare sau o condamnare pronunțată de o curte de judecată și era extinsă la întregul teritoriu al Sfântului Imperiu Roman.

## Înainte de Marea Migrație în Evul Mediu (500–1500)
Înainte de și în timpul Evului Mediu administrarea justiției și administrația suverană a statului nu erau încă suficient dezvoltate, astfel încât deseori hotărârile judecătorești nu puteau fi aplicate și făptuitorii puteau să se sustragă de la răspundere. Ostracizarea apela la asistența juridică a întregii comunități: făptuitorul era privat de drepturi și oricare membru al societății care era în stare îl putea aduce la judecată sau îl putea ucide.
Cei care comiteau infracțiuni împotriva religiei, cultului sau regulilor militare (de exemplu trădarea sau dezertarea), în cazul în care nu acceptau să se predea sau evadau, erau scoși în afara legii fiind astfel plasați în afara societății. De cele mai multe ori ei erau și condamnați la moarte.
După judecata regelui sau a unei curți judecătorești populare (numită în germanăThing sau Ding) erau declarați proscriși și pierdeau apărarea legii, oricine putea - și chiar trebuia - să îi omoare fără a fi pedepsit. Trupul lor rămânea neîngropat. Averea lor putea fi însușită de oricine. În Evul Mediu feudele reveneau regelui sau stăpânului feudal care pronunțase decizia de proscriere.
Puteau scăpa de proscriere doar cei care se predau curții pentru a fi judecați sau se supuneau pedepsei. Cine nu făcea asta, în Evul Mediu, după o anumită perioadă de timp (mai mult de un an), era damnat (în latină damnatio, proscriptio superior, în germană Überacht, Oberacht). Aceasta ducea la pierderea completă a drepturilor și inițial greșeala nu putea fi răscumpărată, ceea ce mai târziu a devenit totuși posibil.
Înainte de a fi ridicată proscrierea, trebuia să le fie dată satisfacție creditorilor și trebuia plătită o taxă de răscumpărare după care cel ce fusese cândva scos în afara legii își recăpăta poziția în societate și, de asemenea, ceea ce îi aparținuse înainte de proscriere. Cei care își însușiseră bunurile lui trebuiau să i le redea, dar puteau păstra profitul obținut din folosirea respectivelor bunuri.
Din 1220 puterea de a impune interdicția imperială nu a mai fost rezervată doar regelui, respectiv împăratului și era urmată după șase săptămâni de anatemă, (conform articolului 7 din Confoederatio cum principibus ecclesiasticis - „Alianța cu principiilor ecleziastici”), fără o acuzare specială și fără judecată sau condamnare. Mai târziu interdicția imperială a fost impusă de Curtea imperială de judecată cu aprobarea regelui, respectiv a împăratului. După Pacea de la Mainz din 1235 interdicția imperială era extinsă automat și asupra cetățenilor, respectiv orașelor care ofereau protecție sau ajutor proscrișilor.

## Epoca modernă timpurie
În 1519 Carol al V-lea a făcut concesii pentru alegerea sa ca rege romano-german (prin capitularea electorală). Ca urmare el nu a mai putut impune interdicția imperială fără o procedură de cercetare juridică anterioară. În 1532 Constitutio Criminalis Carolina (în imperiul german echivalentul unui cod penal în Evul mediu) a reglementat interdicția imperială; aceasta putea fi pronunțată de regele romano-german (din secolul al XVI-lea tot împărat), de Curtea imperială de judecată, de Curtea de judecată de la Rottweil și de curțile regionale de judecată, fiecare pentru sfera sa specifică de activitate.
În Epoca modernă timpurie interdicția imperială era impusă în principal pentru:
- neplata unor taxe imperiale importante;
- ca urmare a unei bule papale de excomunicare (interdicția canonică);
- crimă de lezmajestate (în latină crimen laesae maiestatis);
- încălcarea păcii;
- nesupunerea față de curtea de judecată (de exemplu neprezentarea în fața instanței în pofida citării la judecată).

## Persoane cărora le-a fost impusă interdicția imperială
Cele mai faimoase personalități cărora le-a fost impusă interdicția imperială sunt:
- 1180 Henric Leul - datorită refuzului său repetat de a se prezenta la dietele imperiale ale împăratului Frederic I Barbarossa, unde urma să fie judecat;
- 1208 Otto al VIII-lea de Wittelsbach - datorită uciderii regelui Filip al Suabiei;
- 1225 contele Frederic de Isenberg - pentru uciderea din culpă a unchiului său, Engelbert al II-lea, arhiepiscop de Köln;
- 1235 regele Henric al VII-lea - pentru ultraj împotriva tatălui său, împăratul Frederic al II-lea;
- 1499 Frederic de Pfuel - pentru încălcarea păcii și neprezentarea la curtea de judecată în cursul unei dispute împotriva ducilor de Mecklenburg
- 1504 Rupert al Palatinatului și soția sa - pentru nerespectarea poruncilor regale, încălcarea păcii și pentru ajutorul dat contelui Wilhelm de Henneberg;
- 1511 Ioan Hilchen al III-lea de Lorch - datorită încălcării păcii în timpul unui conflict cu contele Rinului, Filip de Dhaun.[3]

- 1512 și 1518 Götz de Berlichingen - pentru jaf și apoi pentru răpire de persoane în scopul șantajului;
- 1521 Martin Luther și adepții săi prin Edictul de la Worms - datorită ereziei și solicitărilor de reformare a bisericii catolice;
- 1541 Christoph de Breitenlandenberg - pentru încălcarea păcii în timpul unui conflict feudal;[4]
- 1546 Ioan Frederic I al Saxoniei și Filip I de Hessa - în cursul disputei privind Liga de la Schmalkalden;
- 1566 Wilhelm de Grumbach - pentru încălcarea păcii;
- 1614 Vinzenz Fettmilch - pentru organizarea și conducerea revoltei breslelor de la Frankfurt;
- 1621 Frederic al V-lea al Palatinatului împreună cu:
  - Johann Georg de Brandenburg-Jägerndorf ,
  - Christian I de Anhalt-Bernburg și
  - Georg Frederic de Hohenlohe - datorită alegerii și înscăunării lui Frederic ca rege al Boemiei;
- 1637 Wilhelm al V-lea de Hessa-Kassel;
- 1647 Johann de Werth (Jan de Werth);
- 1706 Maximilian al II-lea Emanuel al Bavariei și fratele său, Joseph Clemens, principele elector de Köln;
- 1793 Georg Forster - datorită colaborării sale cu guvernul revoluționar francez.

## Interdicția imperială împotriva orașelor
Interdicția imperială a fost impusă și orașelor:
- 1163 orașul Mainz - după asasinarea arhiepiscopului Arnold de Selenhofen de către cetățenii orașului în 1160, interdicția imperială a fost impusă orașului la dieta de la Mainz în 1163.[5]
- 1431 orașul Rostock - cetățenii orașului aleseseră un nou consiliu datorită lipsei îmbunătățirilor sociale și ceruseră ajutorul foștilor primari care se refugiaseră la împăratul Sigismund.[6]
- 1491–1495 orașul Regensburg - situația financiară disperată și o tendință puternic antiimperialistă, pro-bavareză în consiliul orașului a determinat decizia de alăturare a orașului la Ducatul Bavariei cârmuit de ducele Albert al IV-lea al Bavariei, iar regele Maximilian I a impus orașului interdicția imperială.[7]
- 1547–1562 orașul Magdeburg - împăratul Carol al V-lea i-a impus interdicția imperială pentru nesupunere și ca urmare orașul Magdeburg a pierdut dreptul de stivuire în favoarea orașului Brandenburg. Magdeburg era considerat un refugiu al protestantismului. Împăratul Ferdinand I a ridicat această interdicție în 1562.
- 1607–1609 orașul Donauwörth - după ce cetățenii orașului au încălcat pacea religioasă, împăratul Rudolf al II-lea i-a impus interdicția imperială, care a durat până în 1609. Acesta a fost unul dintre motivele declanșării Războiului de 30 de ani.
- 1652–1653 orașul Bremen - după ce orașul a refuzat să plătească taxa vamală pentru transportul pe râul Weser stabilită în 1623 deîmpăratul Ferdinand al III-lea. Interdicția imperială a fost abrogată prin înțelegerea încheiată la Regensburg în 1653.
- 1663–1664 orașul Erfurt - ca urmare a răzvrătirii cetățenilor orașului împotriva suveranului, principele elector de Mainz, și datorită clerului luteran al orașului care a refuzat să se roage pentru suveranul catolic. Johann Philipp von Schönborn, principe elector de Mainz, a fost încredințat cu aplicarea interdicției imperiale. În 1664 orașul Erfurt a fost ocupat de trupe francone, de trupele principelui de Mainz și trupe franceze. Pe 15 octombrie 1664 orașul s-a predat supunându-se suveranului său.